# Kirby Muxloe Castle

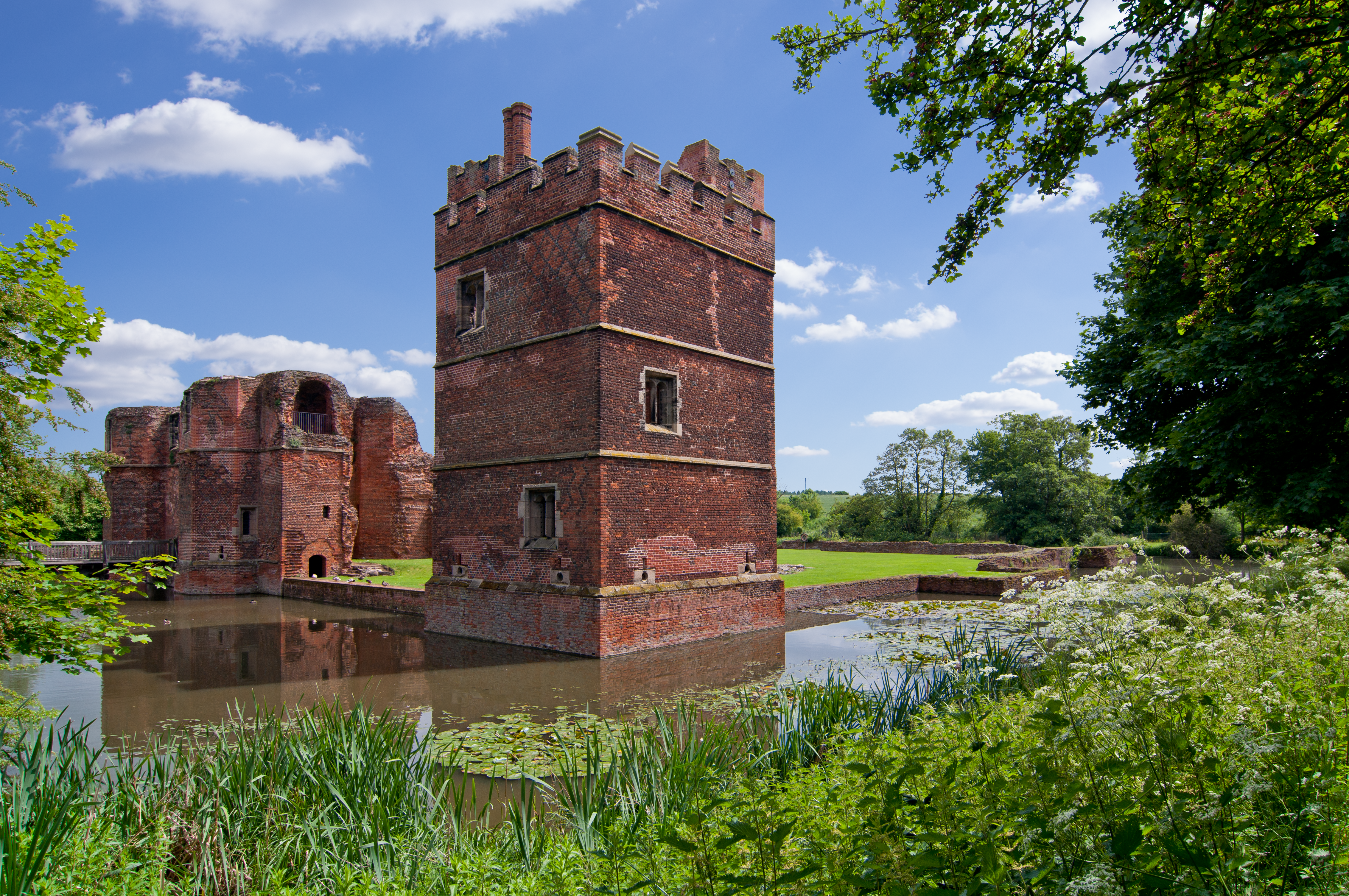
Kirby Castle

Kirby Muxloe Castle (znany też jako Kirby Castle) – XV-wieczny, niedokończony warowny dwór w Kirby Muxloe, Leicestershire, w Anglii.
Budowę rozpoczął w 1480 r. William Hastings (1. Baron Hastings), w okresie trwania Wojny Dwóch Róż. Prace budowlane zamku zostały wstrzymane w 1483 r. za zdradę na królu Anglii Ryszardzie III York i nie zostały nigdy ukończone. Zamek jest teraz własnością instytucji English Heritage (Angielskie Dziedzictwo).
Budowla przeszła niedawno gruntowny remont, została odrestaurowana i przywrócono jej dawną świetność. Jest otwarta dla zwiedzających w soboty i niedziele w lipcu oraz sierpniu.